# 赤ずきん、旅の途中で死体と出会う。
『赤ずきん、旅の途中で死体と出会う。』（あかずきん、たびのとちゅうでしたいとであう）は、青柳碧人による日本のミステリ小説。2020年8月19日に双葉社から刊行され、のち2022年8月4日に文庫化された。
日本昔話をミステリで読み解きベストセラーとなった『むかしむかしあるところに、死体がありました。』に続き、西洋童話をベースに取り組んだ連作短編ミステリ。主人公の「赤ずきん」が旅を続ける中「シンデレラ」や「ヘンゼルとグレーテル」「眠り姫」「マッチ売りの少女」など、おとぎ話でおなじみの人物と出会って次々と事件に遭遇するも、それらを解決していくお話である。
好評を受け2022年10月には第2弾『赤ずきん、ピノキオ拾って死体と出会う。』が出版された。そちらでは赤ずきんが道中で出会った「ピノキオ」をパートナーに「白雪姫と七人のこびと」「ハーメルンの笛吹き男」「ブレーメンの音楽隊」「三匹の子豚」を題材にした謎を解き明かしていく。

## 書誌情報
- 青柳碧人『赤ずきん、旅の途中で死体と出会う。』
収録内容：第1章 ガラスの靴の共犯者 / 第2章 甘い密室の崩壊 / 第3章 眠れる森の秘密たち / 第4章 少女よ、野望のマッチを灯せ
  - 単行本：2020年8月21日発売[3]、双葉社、ISBN 978-4-575-24289-8
  - 文庫本：2022年8月4日発売[4]、双葉文庫、ISBN 978-4-575-52592-2
- 青柳碧人『赤ずきん、ピノキオ拾って死体と出会う。』
収録内容：第1幕 目撃者は木偶の坊 / 第2幕 女たちの毒リンゴ / 第3幕 ハーメルンの最終審判 / 第4幕 なかよし子豚の三つ密室
  - 単行本：2022年10月20日発売[5]、双葉社、ISBN 978-4-575-24573-8
  - 文庫本：2024年9月11日発売[6]、双葉文庫、ISBN 978-4-575-52785-8
- 青柳碧人『赤ずきん、アラビアンナイトで死体と出会う。』
収録内容：第1章 アラジンと魔法のアリバイ / 第2章 アリババと首吊り盗賊 / 第3章 シンドバッドと三つ子の事件 / 第4章 アラビアの夜にミステリは尽きず
  - 単行本：2024年10月17日発売[7]、双葉社、ISBN 978-4-575-24774-9

## 映画
原作本の第1章「ガラスの靴の共犯者」を実写化し、2023年9月14日よりNetflixにて全世界同時配信。監督は福田雄一、主演の赤ずきんは橋本環奈。配信開始後に日本とマレーシアで1位、ブラジル、ドイツ、イタリア、スペイン、香港、シンガポール、タイなど51の国と地域でもトップ10入りを果たし、週間グローバルTop10（非英語映画）で日本映画初となる1位に輝いた。

### キャスト
- 赤ずきん：橋本環奈
- シンデレラ：新木優子[12][13][14]
- ジルベール：岩田剛典[12][13][14]
- アンヌ：夏菜[12][13][14]
- マルゴー：若月佑美[12][13][14]
- テクラ：桐谷美玲[12][13][14]
- ポール：ムロツヨシ[12][13][14]
- ハンス：加治将樹[12][13][14]
- 侍従長：長谷川朝晴[12][13][14]
- 門番：犬飼貴丈[12][13][14]
- カーレン：山本美月[12][13][14]
- バーバラ：キムラ緑子[12][13][14]
- イザベラ：真矢ミキ[12][13][14]
- ボーベル：佐藤二朗[12][13][14]
- お姫様：葉月智子[12][15]、小山莉奈[12][16]、新谷姫加[12][17]、河﨑莉奈[12][18]
- 味方良介[12][19]
- 三浦健人[12][20]
- 従者の声：佐藤葵[12]

### スタッフ
- 監督：福田雄一
- 原作：青柳碧人『赤ずきん、旅の途中で死体と出会う。』（双葉文庫刊）
- 脚本：鎌田哲生[12]、福田雄一
- 音楽：瀬川英史[12]、信澤宣明[12]、酒井麻由佳[12]
- 主題歌：SEKAI NO OWARI「タイムマシン」（ユニバーサルミュージック）[14]
- 撮影監督：工藤哲也[12]
- 撮影：高橋創[12]
- 照明：藤田貴路[12]
- 録音：柿澤潔[12]
- 美術：高橋努[12]
- 装飾：谷田祥紀[12]
- 衣装デザイナー：生澤美子[12]
- 衣装統括：阿部枝実子[12]
- 衣装：加藤友美[12]
- 特殊造形/監修：村瀬文継[12]
- ヘアメイク/ウィッグ制作：松本慎也[12]
- 特機：横山聖[12]
- ホースコーデイネーター：辻井啓伺[12]
- VFXスーパーバイザー：高金幸司[12]
- VFXプロデューサー：由良誠[12]
- カラリスト：高山春彦[12]
- リレコーディングミキサー：松山千紘[12]
- ミュージックエディター：小西善行[12]
- スーパーバイジングサウンドエディター：伊東晃[12]
- サウンドエフェクツエディター：荒川望[12]
- 編集：臼杵恵里[12]
- ナレーション：村岡希美[12]
- スクリプター：山内薫[12]
- 監督補：井手上拓哉[12]
- エグゼクティブ・プロデューサー：佐藤善宏（Netflix）[12]
- プロデューサー：松橋真三（クレデウス[12]）、鈴木大造（クレデウス）[12]
- アソシエイト・プロデューサー：新藤博美[12]
- 企画統括：佐々木基[12]
- 制作担当：白井麻理[12]
- 制作プロダクション：クレデウス[14]
- 制作著作：テレビ朝日[14]
- 企画・制作・配給：Netflix

## 漫画
『月刊アクション』（双葉社）にて、2023年3月号から2024年4月号まで連載。漫画はたなかのかが担当。同誌の休刊に伴い、『webアクション』（同社）への移籍が発表。2024年4月16日から2025年5月20日まで連載された。
- 青柳碧人（原作）・たなかのか（漫画）『赤ずきん、旅の途中で死体と出会う。』双葉社〈アクションコミックス〉、全4巻
  1. 2023年8月9日発売[25][26]、ISBN 978-4-575-85866-2
  2. 2024年4月11日発売[27]、ISBN 978-4-575-85954-6
  3. 2024年11月14日発売[28]、ISBN 978-4-575-86025-2
  4. 2025年6月12日発売[29]、ISBN 978-4-575-86093-1